# موریو آساکا
موریو آساکا (انگلیسی: Morio Asaka؛ زادهٔ ۱۱ مارس ۱۹۶۷) کارگردان فیلم، کارگردان پویانمایی، و پویانما اهل ژاپن است.